# Wenzelsmühle
Wenzelsmühle ist ein Einödhof auf der Gemarkung des Volkacher Ortsteils Krautheim im unterfränkischen Landkreis Kitzingen.

## Geographische Lage
Wenzelsmühle liegt im Nordosten des Volkacher Gemeindegebietes. Nördlich, getrennt durch die Staatsstraße 2274, beginnt der Landkreis Schweinfurt, der Kolitzheimer Ortsteil Zeilitzheim liegt der Mühle am nächsten. Weiter im Nordosten befindet sich Krautheim. Unmittelbar im Süden grenzt Ziegelhütte an die Wenzelsmühle an. Im Südwesten befindet sich Obervolkach.
Nächstgelegene Orte sind das 6 Kilometern entfernte Gerolzhofen und Kitzingen in 17 Kilometer Distanz. Die nächste Großstadt ist Würzburg in 27 Kilometern Entfernung.
Naturräumlich liegt die Krautheimer Gemarkung im Steigerwaldvorland von Neuses, das zum Iphofen-Gerolzhofener Steigerwaldvorland innerhalb der Mainfränkischen Platten gezählt wird.

## Geschichte
Erstmals überliefert ist die Wenzelsmühle im 17. Jahrhundert. Damals wurde sie „untere Mühle“ genannt und war zur Hälfte in den Händen der Zollner von der Hallburg, die auch die Vogtei über Krautheim innehatten. Die Mühle war Teil eines Bauernhofes und versorgte die Bewohner mit Korn. Nach der Mediatisierung kam die Mühle 1806 zur Gemarkung Krautheim und wurde Teil des Landgerichtsbezirks Volkach. Heute wird die Mühle als Wohnhaus genutzt.

## Sehenswürdigkeiten
Den Mittelpunkt der Mühlenanlage bildet ein zweigeschossiger Halbwalmdachbau auf einem hakenförmigen Grundriss. Die Scheune daneben entstammt dem 18. oder 19. Jahrhundert.